# 11373 Карбонаро
11373 Карбонаро (11373 Carbonaro) — астероїд головного поясу, відкритий 17 серпня 1998 року.
Тіссеранів параметр щодо Юпітера — 3,653.